# Etapa Departamental de Arequipa 2013
La Etapa Departamental de Arequipa 2013 fue la edición número 47 de la competición futbolística Arequipeña. 
El torneo otorgó al cuadro campeón Saetas de Oro y subcampeón Internacional cupos para la Copa Perú en su Etapa Regional - Región VII.

## Participantes
Los participantes son los dos mejores equipos (Campeón y Subcampeón respectivamente) de cada provincia del Departamento de Arequipa.
| Provincia  | Club                     | Distrito      | Condición             |
| ---------- | ------------------------ | ------------- | --------------------- |
| Arequipa   | Saetas de Oro            | La Joya       | Campeón Provincial    |
| Arequipa   | Internacional            | Arequipa      | Subcampeón Provincial |
| Islay      | Alfonso Ugarte           | Mollendo      | Campeón Provincial    |
| Islay      | Sport Chucarapi          | Cocachacra    | Subcampeón Provincial |
| Caylloma   | Sportivo Cariocos        | Majes         | Campeón Provincial    |
| Caylloma   | Futuro Majes             | Majes         | Subcampeón Provincial |
| Condesuyos | CSD San Juan de Chorunga | Río Grande    | Campeón Provincial    |
| Condesuyos | Defensor Copacabana      | Chuquibamba   | Subcampeón Provincial |
| Camaná     | Union Huarangal          | Samuel Pastor | Campeón Provincial    |
| Camaná     | Defensor Pierola         | Camaná        | Subcampeón Provincial |
| Caravelí   | Juventud San Pedro       | Atico         | Campeón Provincial    |
| Caravelí   | Unión Marítimo           | Atico         | Subcampeón Provincial |
| Castilla   | Unión Minas              | Orcopampa     | Campeón Provincial    |
| Castilla   | Social Corire            | Uraca         | Subcampeón Provincial |
| La Unión   | Defensor Quebrada Brava  | Quechualla    | Campeón Provincial    |
| La Unión   | Defensor Anchacani       | Pampamarca    | Subcampeón Provincial |

## Primera Fase
Consta de partidos de ida y vuelta con eliminación directa, sin tomar en cuenta la diferencia de goles. En caso de empate, se jugará un tercer partido en cancha neutral.

### Serie Castilla-La Unión
| \| Jor. \| Fecha \| Estadio \| Ciudad \| Local \| Score \| Visitante \| \| ---- \| ---------- \| ------------- \| --------- \| ----------------------- \| ----- \| ----------------------- \| \| A-1 \| 28-07-2013 \| José Ricketts \| Corire \| Social Corire \| 3–1 \| Defensor Quebrada Brava \| \| A-1 \| 04-08-2013 \| Miguel Grau \| Cotahuasi \| Defensor Quebrada Brava \| 0-2 \| Social Corire \| |            |               |           |                         |       |                         |
| Jor. | Fecha      | Estadio       | Ciudad    | Local                   | Score | Visitante               |
| A-1 | 28-07-2013 | José Ricketts | Corire    | Social Corire           | 3–1   | Defensor Quebrada Brava |
| A-1 | 04-08-2013 | Miguel Grau   | Cotahuasi | Defensor Quebrada Brava | 0-2   | Social Corire           |

| \| Jor. \| Fecha \| Estadio \| Ciudad \| Local \| Score \| Visitante \| \| ---- \| ---------- \| ---------------------- \| --------- \| ------------------ \| ----- \| ------------------ \| \| A-2 \| 28-07-2013 \| Miguel Grau \| Cotahuasi \| Defensor Anchacani \| 0-5 \| Unión Minas \| \| A-2 \| 04-08-2013 \| Municipal de Orcopampa \| Orcopampa \| Unión Minas \| 3-1 \| Defensor Anchacani \| |            |                        |           |                    |       |                    |
| Jor. | Fecha      | Estadio                | Ciudad    | Local              | Score | Visitante          |
| A-2 | 28-07-2013 | Miguel Grau            | Cotahuasi | Defensor Anchacani | 0-5   | Unión Minas        |
| A-2 | 04-08-2013 | Municipal de Orcopampa | Orcopampa | Unión Minas        | 3-1   | Defensor Anchacani |

### Serie Arequipa-Islay
| \| Jor. \| Fecha \| Estadio \| Ciudad \| Local \| Score \| Visitante \| \| ---- \| ---------- \| -------------------- \| ---------- \| --------------- \| ------ \| --------------- \| \| A-1 \| 28-07-2013 \| Benigno Perez Málaga \| Cocachacra \| Sport Chucarapi \| 0–1[2] \| Saetas de Oro \| \| A-1 \| 04-08-2013 \| Municipal De La Joya \| La Joya \| Saetas de Oro \| 4-0[3] \| Sport Chucarapi \| |            |                      |            |                 |       |                 |
| Jor. | Fecha      | Estadio              | Ciudad     | Local           | Score | Visitante       |
| A-1 | 28-07-2013 | Benigno Perez Málaga | Cocachacra | Sport Chucarapi | 0–1   | Saetas de Oro   |
| A-1 | 04-08-2013 | Municipal De La Joya | La Joya    | Saetas de Oro   | 4-0   | Sport Chucarapi |

| \| Jor. \| Fecha \| Estadio \| Ciudad \| Local \| Score \| Visitante \| \| ---- \| ---------- \| --------------------- \| -------- \| -------------- \| ------ \| -------------- \| \| A-2 \| 27-07-2013 \| Mariano Melgar \| Arequipa \| Internacional \| 4-1[4] \| Alfonso Ugarte \| \| A-2 \| 04-08-2013 \| Municipal de Mollendo \| Mollendo \| Alfonso Ugarte \| 1-1[5] \| Internacional \| |            |                       |          |                |       |                |
| Jor. | Fecha      | Estadio               | Ciudad   | Local          | Score | Visitante      |
| A-2 | 27-07-2013 | Mariano Melgar        | Arequipa | Internacional  | 4-1   | Alfonso Ugarte |
| A-2 | 04-08-2013 | Municipal de Mollendo | Mollendo | Alfonso Ugarte | 1-1   | Internacional  |

### Serie Caylloma-Condesuyos
| \| Jor. \| Fecha \| Estadio \| Ciudad \| Local \| Score \| Visitante \| \| ---- \| ---------- \| --------------------------------- \| -------------------- \| ------------------------ \| --------- \| ------------------------ \| \| A-1 \| 28-07-2013 \| Almirante Miguel Grau \| El Pedregal \| Futuro Majes \| 1–1[6] \| CSD San Juan de Chorunga \| \| A-1 \| 04-08-2013 \| Municipal de San Juan de Chorunga \| San Juan de Chorunga \| CSD San Juan de Chorunga \| 1-1 \| Futuro Majes \| \| A-1 \| 07-08-2013 \| Almirante Miguel Grau \| El Pedregal \| Futuro Majes \| 2(4)–2(2) \| CSD San Juan de Chorunga \| |            |                                   |                      |                          |           |                          |
| Jor. | Fecha      | Estadio                           | Ciudad               | Local                    | Score     | Visitante                |
| A-1 | 28-07-2013 | Almirante Miguel Grau             | El Pedregal          | Futuro Majes             | 1–1       | CSD San Juan de Chorunga |
| A-1 | 04-08-2013 | Municipal de San Juan de Chorunga | San Juan de Chorunga | CSD San Juan de Chorunga | 1-1       | Futuro Majes             |
| A-1 | 07-08-2013 | Almirante Miguel Grau             | El Pedregal          | Futuro Majes             | 2(4)–2(2) | CSD San Juan de Chorunga |

| \| Jor. \| Fecha \| Estadio \| Ciudad \| Local \| Score \| Visitante \| \| ---- \| ---------- \| --------------------- \| ----------- \| ------------------- \| ----- \| ------------------- \| \| A-2 \| 27-07-2013 \| Los Estudiantes \| Chuquibamba \| Defensor Copacabana \| 0-5 \| Sportivo Cariocos \| \| A-2 \| 04-08-2013 \| Almirante Miguel Grau \| El Pedregal \| Sportivo Cariocos \| 10-1 \| Defensor Copacabana \| |            |                       |             |                     |       |                     |
| Jor. | Fecha      | Estadio               | Ciudad      | Local               | Score | Visitante           |
| A-2 | 27-07-2013 | Los Estudiantes       | Chuquibamba | Defensor Copacabana | 0-5   | Sportivo Cariocos   |
| A-2 | 04-08-2013 | Almirante Miguel Grau | El Pedregal | Sportivo Cariocos   | 10-1  | Defensor Copacabana |

### Serie Camaná-Caravelí
| \| Jor. \| Fecha \| Estadio \| Ciudad \| Local \| Score \| Visitante \| \| ---- \| ---------- \| ------------------ \| ------ \| --------------- \| ------------------------------------------------------------------------ \| --------------- \| \| A-2 \| 27-07-2013 \| Municipal de Atico \| Atico \| Unión Marítimo \| 3-2 \| Unión Huarangal \| \| A-2 \| 04-08-2013 \| 9 de Noviembre \| Camaná \| Unión Huarangal \| 4-0ref> Unión Huarangal - Unión Marítimo: La Unión hace la fuerza </ref> \| Unión Marítimo \| \| A-2 \| 07-08-2013 \| José Ricketts \| Corire \| Unión Marítimo \| 2-1 \| Unión Huarangal \| |            |                    |        |                 |                                                                          |                 |
| Jor. | Fecha      | Estadio            | Ciudad | Local           | Score                                                                    | Visitante       |
| A-2 | 27-07-2013 | Municipal de Atico | Atico  | Unión Marítimo  | 3-2                                                                      | Unión Huarangal |
| A-2 | 04-08-2013 | 9 de Noviembre     | Camaná | Unión Huarangal | 4-0ref> Unión Huarangal - Unión Marítimo: La Unión hace la fuerza </ref> | Unión Marítimo  |
| A-2 | 07-08-2013 | José Ricketts      | Corire | Unión Marítimo  | 2-1                                                                      | Unión Huarangal |

| \| Jor. \| Fecha \| Estadio \| Ciudad \| Local \| Score \| Visitante \| \| ---- \| ---------- \| ------------------ \| ------ \| ------------------ \| --------- \| ------------------ \| \| A-2 \| 27-07-2013 \| 9 de Noviembre \| Camaná \| Defensor Pierola \| 2-0[7] \| Juventud San Pedro \| \| A-2 \| 04-08-2013 \| Municipal de Atico \| Atico \| Juventud San Pedro \| 2-0 \| Defensor Pierola \| \| A-2 \| 07-08-2013 \| José Ricketts \| Corire \| Juventud San Pedro \| 2(5)-2(3) \| Defensor Pierola \| |            |                    |        |                    |           |                    |
| Jor. | Fecha      | Estadio            | Ciudad | Local              | Score     | Visitante          |
| A-2 | 27-07-2013 | 9 de Noviembre     | Camaná | Defensor Pierola   | 2-0       | Juventud San Pedro |
| A-2 | 04-08-2013 | Municipal de Atico | Atico  | Juventud San Pedro | 2-0       | Defensor Pierola   |
| A-2 | 07-08-2013 | José Ricketts      | Corire | Juventud San Pedro | 2(5)-2(3) | Defensor Pierola   |

## Segunda Fase
Consta de dos grupos de cuatro equipos cada uno, partidos de todos contra todos e ida y vuelta. Los dos primeros de cada grupo clasifican a la semifinal.

### Grupo I
| Grupo | Club               | Ciudad      |
| ----- | ------------------ | ----------- |
| I     | Saetas de Oro      | La Joya     |
| I     | Futuro Majes       | El Pedregal |
| I     | Juventud San pedro | Atico       |
| I     | Unión Minas        | Orcopampa   |

| \| Jor. \| Fecha \| Estadio \| Ciudad \| Local \| Score \| Visitante \| \| ---- \| ---------- \| ---------------------- \| ----------- \| ------------------ \| ------ \| ------------------ \| \| 1º \| 11-08-2013 \| Almirante Miguel Grau \| El Pedregal \| Futuro Majes \| 2–2 \| Unión Minas \| \| 1º \| 11-08-2013 \| Municipal de Atico \| Atico \| Juventud San Pedro \| 0-3[8] \| Saetas de Oro \| \| 2º \| 18-08-2013 \| Municipal de Orcopampa \| Orcopampa \| Unión Minas \| 6-3 \| Juventud San Pedro \| \| 2º \| 18-08-2013 \| Municipal de La Joya \| La Joya \| Saetas de Oro \| 3-1 \| Futuro Majes \| \| 3º \| 25-08-2013 \| Municipal de Orcopampa \| Orcopampa \| Unión Minas \| 0-2 \| Saetas de Oro \| \| 3º \| 25-08-2013 \| Almirante Miguel Grau \| El Pedregal \| Futuro Majes \| 4-2 \| Juventud San Pedro \| \| 4º \| 30-08-2013 \| Municipal de Atico \| Atico \| Juventud San Pedro \| 1-2 \| Futuro Majes \| \| 4º \| 30-08-2013 \| Municipal de La Joya \| La Joya \| Saetas de Oro \| 4-0 \| Unión Minas \| \| 5º \| 1-09-2013 \| Municipal de Atico \| Atico \| Juventud San Pedro \| 1-1 \| Unión Minas \| \| 5º \| 1-09-2013 \| Almirante Miguel Grau \| El Pedregal \| Futuro Majes \| 1–1 \| Saetas de Oro \| \| 6º \| 8-09-2013 \| Municipal de Orcopampa \| Orcopampa \| Unión Minas \| 2-3 \| Futuro Majes \| \| 6º \| 13-09-2013 \| Municipal de La Joya \| La Joya \| Saetas de Oro \| W.O. \| Juventud San Pedro \| |            |                        |             |                    |       |                    |
| Jor. | Fecha      | Estadio                | Ciudad      | Local              | Score | Visitante          |
| 1º | 11-08-2013 | Almirante Miguel Grau  | El Pedregal | Futuro Majes       | 2–2   | Unión Minas        |
| 1º | 11-08-2013 | Municipal de Atico     | Atico       | Juventud San Pedro | 0-3   | Saetas de Oro      |
| 2º | 18-08-2013 | Municipal de Orcopampa | Orcopampa   | Unión Minas        | 6-3   | Juventud San Pedro |
| 2º | 18-08-2013 | Municipal de La Joya   | La Joya     | Saetas de Oro      | 3-1   | Futuro Majes       |
| 3º | 25-08-2013 | Municipal de Orcopampa | Orcopampa   | Unión Minas        | 0-2   | Saetas de Oro      |
| 3º | 25-08-2013 | Almirante Miguel Grau  | El Pedregal | Futuro Majes       | 4-2   | Juventud San Pedro |
| 4º | 30-08-2013 | Municipal de Atico     | Atico       | Juventud San Pedro | 1-2   | Futuro Majes       |
| 4º | 30-08-2013 | Municipal de La Joya   | La Joya     | Saetas de Oro      | 4-0   | Unión Minas        |
| 5º | 1-09-2013  | Municipal de Atico     | Atico       | Juventud San Pedro | 1-1   | Unión Minas        |
| 5º | 1-09-2013  | Almirante Miguel Grau  | El Pedregal | Futuro Majes       | 1–1   | Saetas de Oro      |
| 6º | 8-09-2013  | Municipal de Orcopampa | Orcopampa   | Unión Minas        | 2-3   | Futuro Majes       |
| 6º | 13-09-2013 | Municipal de La Joya   | La Joya     | Saetas de Oro      | W.O.  | Juventud San Pedro |

| Equipos            | Pts | PJ | PG | PE | PP | GF | GC | Dif |
| ------------------ | --- | -- | -- | -- | -- | -- | -- | --- |
| Saetas de Oro      | 16  | 6  | 5  | 1  | 0  | 13 | 2  | 11  |
| Futuro Majes       | 11  | 6  | 3  | 2  | 1  | 13 | 11 | 2   |
| Unión Minas        | 5   | 6  | 1  | 2  | 3  | 11 | 15 | -4  |
| Juventud San Pedro | 1   | 6  | 0  | 1  | 5  | 7  | 16 | -9  |

### Grupo II
| Grupo | Club              | Ciudad      |
| ----- | ----------------- | ----------- |
| II    | Internacional     | Arequipa    |
| II    | Sportivo Cariocos | El Pedregal |
| II    | Unión Marítimo    | Atico       |
| II    | Social Corire     | Corire      |

| \| Jor. \| Fecha \| Estadio \| Ciudad \| Local \| Score \| Visitante \| \| ---- \| ---------- \| --------------------- \| ----------- \| ----------------- \| ---------- \| ----------------- \| \| 1º \| 11-08-2013 \| Mariano Melgar \| Arequipa \| Internacional \| 2-0[9] \| Sportivo Cariocos \| \| 1º \| 11-08-2013 \| Municipal de Atico \| Atico \| Unión Marítimo \| 2-2[10] \| Social Corire \| \| 2º \| 18-08-2013 \| José Ricketts \| Corire \| Social Corire \| 2-3 \| Internacional \| \| 2º \| 18-08-2013 \| Almirante Miguel Grau \| El Pedregal \| Sportivo Cariocos \| 5-0 \| Unión Marítimo \| \| 3º \| 25-08-2013 \| José Ricketts \| Corire \| Social Corire \| 0-4 \| Sportivo Cariocos \| \| 3º \| 25-08-2013 \| Municipal de Atico \| Atico \| Unión Marítimo \| 1-2 \| Internacional \| \| 4º \| 30-08-2013 \| Mariano Melgar \| Arequipa \| Internacional \| 10-0 \| Unión Marítimo \| \| 4º \| 30-08-2013 \| Almirante Miguel Grau \| El Pedregal \| Sportivo Cariocos \| 2-0 \| Social Corire \| \| 5º \| 1-09-2013 \| Mariano Melgar \| Arequipa \| Internacional \| 1-0 \| Social Corire \| \| 5º \| 1-09-2013 \| Municipal de Atico \| Atico \| Unión Marítimo \| 3-4 \| Sportivo Cariocos \| \| 6º \| 8-09-2013 \| Almirante Miguel Grau \| El Pedregal \| Sportivo Cariocos \| 5-1 \| Internacional \| \| 6º \| 13-09-2013 \| José Ricketts \| Corire \| Social Corire \| No se jugó \| Unión Marítimo \| |            |                       |             |                   |            |                   |
| Jor. | Fecha      | Estadio               | Ciudad      | Local             | Score      | Visitante         |
| 1º | 11-08-2013 | Mariano Melgar        | Arequipa    | Internacional     | 2-0        | Sportivo Cariocos |
| 1º | 11-08-2013 | Municipal de Atico    | Atico       | Unión Marítimo    | 2-2        | Social Corire     |
| 2º | 18-08-2013 | José Ricketts         | Corire      | Social Corire     | 2-3        | Internacional     |
| 2º | 18-08-2013 | Almirante Miguel Grau | El Pedregal | Sportivo Cariocos | 5-0        | Unión Marítimo    |
| 3º | 25-08-2013 | José Ricketts         | Corire      | Social Corire     | 0-4        | Sportivo Cariocos |
| 3º | 25-08-2013 | Municipal de Atico    | Atico       | Unión Marítimo    | 1-2        | Internacional     |
| 4º | 30-08-2013 | Mariano Melgar        | Arequipa    | Internacional     | 10-0       | Unión Marítimo    |
| 4º | 30-08-2013 | Almirante Miguel Grau | El Pedregal | Sportivo Cariocos | 2-0        | Social Corire     |
| 5º | 1-09-2013  | Mariano Melgar        | Arequipa    | Internacional     | 1-0        | Social Corire     |
| 5º | 1-09-2013  | Municipal de Atico    | Atico       | Unión Marítimo    | 3-4        | Sportivo Cariocos |
| 6º | 8-09-2013  | Almirante Miguel Grau | El Pedregal | Sportivo Cariocos | 5-1        | Internacional     |
| 6º | 13-09-2013 | José Ricketts         | Corire      | Social Corire     | No se jugó | Unión Marítimo    |

| Equipos           | Pts | PJ | PG | PE | PP | GF | GC | Dif |
| ----------------- | --- | -- | -- | -- | -- | -- | -- | --- |
| Sportivo Cariocos | 15  | 6  | 5  | 0  | 1  | 20 | 6  | 14  |
| Internacional     | 15  | 6  | 5  | 0  | 1  | 19 | 8  | 9   |
| Social Corire     | 1   | 5  | 0  | 1  | 4  | 4  | 12 | -8  |
| Unión Marítimo    | 1   | 5  | 0  | 1  | 4  | 6  | 23 | -17 |

## Tercera Fase
Consta de un Cuadrangular Final, donde se enfrentarán todos contra todos, con la diferencia que serán partidos únicos en el cual cada uno ejercerá su derecho como local una sola vez, también será visitante y neutral una vez. Los dos primeros equipos clasificarán a la Etapa Regional de la Copa Perú 2013 como Campeón y Subcampeón respectivamente.
| Grupo | Club              | Ciudad      |
| ----- | ----------------- | ----------- |
| I     | Internacional     | Arequipa    |
| I     | Sportivo Cariocos | El Pedregal |
| I     | Saetas de Oro     | La Joya     |
| I     | Futuro Majes      | El Pedregal |

| \| Jor. \| Fecha \| Estadio \| Ciudad \| Local \| Score \| Visitante \| \| ---- \| ---------- \| --------------------- \| ----------- \| ----------------- \| ------- \| ------------- \| \| 1º \| 15-09-2013 \| Almirante Miguel Grau \| El Pedregal \| Saetas de Oro \| 2-1[11] \| Internacional \| \| 1º \| 15-09-2013 \| Almirante Miguel Grau \| El Pedregal \| Sportivo Cariocos \| 1-1[12] \| Futuro Majes \| |            |                       |             |                   |       |               |
| Jor. | Fecha      | Estadio               | Ciudad      | Local             | Score | Visitante     |
| 1º | 15-09-2013 | Almirante Miguel Grau | El Pedregal | Saetas de Oro     | 2-1   | Internacional |
| 1º | 15-09-2013 | Almirante Miguel Grau | El Pedregal | Sportivo Cariocos | 1-1   | Futuro Majes  |

| \| Jor. \| Fecha \| Estadio \| Ciudad \| Local \| Score \| Visitante \| \| ---- \| ---------- \| -------------------- \| ------- \| ------------- \| ------- \| ----------------- \| \| 2º \| 18-09-2013 \| Municipal de La Joya \| La Joya \| Internacional \| 3-1[13] \| Sportivo Cariocos \| \| 2º \| 18-09-2013 \| Municipal de La Joya \| La Joya \| Saetas de Oro \| 1-0[14] \| Futuro Majes \| |            |                      |         |               |       |                   |
| Jor. | Fecha      | Estadio              | Ciudad  | Local         | Score | Visitante         |
| 2º | 18-09-2013 | Municipal de La Joya | La Joya | Internacional | 3-1   | Sportivo Cariocos |
| 2º | 18-09-2013 | Municipal de La Joya | La Joya | Saetas de Oro | 1-0   | Futuro Majes      |

| \| Jor. \| Fecha \| Estadio \| Ciudad \| Local \| Score \| Visitante \| \| ---- \| ---------- \| -------------- \| -------- \| ------------- \| ------- \| ----------------- \| \| 3º \| 21-09-2013 \| Mariano Melgar \| Arequipa \| Internacional \| 4-2[15] \| Futuro Majes \| \| 3º \| 21-09-2013 \| Mariano Melgar \| Arequipa \| Saetas de Oro \| 3-2[16] \| Sportivo Cariocos \| |            |                |          |               |       |                   |
| Jor. | Fecha      | Estadio        | Ciudad   | Local         | Score | Visitante         |
| 3º | 21-09-2013 | Mariano Melgar | Arequipa | Internacional | 4-2   | Futuro Majes      |
| 3º | 21-09-2013 | Mariano Melgar | Arequipa | Saetas de Oro | 3-2   | Sportivo Cariocos |

| Equipos           | Pts | PJ | PG | PE | PP | GF | GC | Dif |
| ----------------- | --- | -- | -- | -- | -- | -- | -- | --- |
| Saetas de Oro     | 9   | 3  | 3  | 0  | 0  | 6  | 3  | 3   |
| Internacional     | 6   | 3  | 2  | 0  | 1  | 8  | 5  | 3   |
| Sportivo Cariocos | 1   | 3  | 0  | 1  | 2  | 4  | 7  | -3  |
| Futuro Majes      | 1   | 3  | 0  | 1  | 2  | 3  | 6  | -3  |

|                         |
| Campeón                 |
| Saetas de Oro 2º título |